# Schaich (Fluss)
Die Schaich ist ein fast 24 km langer, rechter und insgesamt westlicher Zufluss der Aich unterhalb des Stadtteils Neuenhaus von Aichtal. Sie durchfließt oder begrenzt auf ihrem Lauf die Landkreise Böblingen, Tübingen, Reutlingen und Esslingen im mittleren Baden-Württemberg.

## Name
Das Gewässer wurde im Jahr 1310 als Schaiach erstmals schriftlich genannt. Der ursprüngliche Name setzte sich zusammen aus dem althochdeutschem Wort *skagi- „kleiner Wald, Dickicht“ und dem Suffix -aha für Fließgewässer.

## Geographie

### Verlauf
Die Schaich entspringt auf etwa 544 m ü. NHN dem Hengstbrunnen im Wald südlich von Altdorf etwas östlich der Gabeleiche am Rauhen Hau. Ihr Quellgebiet liegt im Norden des 582,6 m ü. NHN hohen Brombergs.
Von dort fließt die Schaich in überwiegend östlicher Richtung durch die oder am Rand der Gebiete der Kommunen Altdorf, Holzgerlingen, Weil im Schönbuch, Dettenhausen, Walddorfhäslach, Aichtal und Schlaitdorf. Am Ortsende des Stadtteils Neuenhaus von Aichtal mündet sie auf 315,9 m ü. NHN von rechts und zuletzt Südwesten in die Aich.
Am Ende ihres 23,6 km langen Weges mit mittlerem Sohlgefälle von 9,7 ‰ mündet sie etwa 228 Höhenmeter unterhalb ihrer Quelle.
Die Schaich durchfließt in überwiegend östlicher Richtung den Naturraum Schönbuch, ein bergiges Waldgebiet des süddeutschen Keuperberglandes. Sie entspringt am Nordrand des Unterraumes Südlicher Schönbuch, zieht dann am Südrand der Holzgerlinger Platte, der Unterlauf durchquert den Unterraum Nördlicher Schönbuch.
Dabei läuft sie anfangs ungefähr am Nordrand des nicht mit dem Naturraum kongruenten Naturparks Schönbuch und später durch dessen Nordostteil.

### Einzugsgebiet
Die Schaich entwässert ein 38,1 km² großes Gebiet, das zur Gänze im Naturraum Schönbuch liegt. Ihr höchster Punkt ist die flache, 582,6 m ü. NHN hohe Gipfelkuppe des Bromberg südlich des Hengstbrunnens, über welche die südliche Wasserscheide zum großen Einzugsgebiet des Goldersbachs und seiner Zuflüsse verläuft, der über die Ammer zum Neckar entwässert. Reihum weiter im Osten grenzt im Süden das Einzugsgebiet des bei Pliezhausen in den Neckar mündenden Reichenbachs an, danach auf dieser Seite die fortlaufend kürzerer Neckarzuflüsse.
An der Nordseite konkurrieren von der Mündung aufwärts erst jenseits des Betzenbergs nur kurze Zuflüsse zur die Schaich aufnehmenden Aich, im Bereich des oberen Laufs dann deren teils sehr nahe ebenfalls etwa ostwärts laufender Nebenfluss Seitenbach. Nördlich des unmittelbaren Quellbereichs der Schaich schließlich entspringt nur etwa einen Kilometer entfernt die Altdorfer Würm, ein Quellast der Würm, die über die Nagold und die Enz erst sehr viel weiter abwärts als die Aich in den Neckar entwässert. Die auf diesem Abschnitt weniger als gegen Süden hin prominente Wasserscheide ist hydrologisch deshalb die bedeutendste.

### Zuflüsse
Direkte Zuflüsse von der Quelle zur Mündung. Auswahl.
Angegebene Längen und Einzugsgebiete nach der amtlichen Gewässerkarte.
- Kreuzwiesenbach, von rechts nahe der Domäne Schaichhof von Holzgerlingen, 2,0 km und 1,8 km²
- Ramsbach, von rechts zwischen Weil im Schönbuch und Dettenhausen, 2,4 km und 2,5 km²
- Frohnlach, von rechts in Dettenhausen, 2,9 km und 3,8 km²
- Weinhaldengraben, von links in Dettenhausen
- Sauwasengraben, von rechts nach Dettenhausen
- (Bach aus der Hummelklinge), von links, 0,8 km

## Naturschutzgebiet Schaichtal
Das Schaichtal gilt als eine der naturnächsten Fließgewässerlandschaften im Großraum Stuttgart. Seit dem 23. Februar 1995 ist der Talbereich zwischen Dettenhausen und Neuenhaus auf rund 8 km Länge inklusive dortiger Flanken von Betzenberg, Eichenfirst und Schaichberg als Naturschutzgebiet Schaichtal (NSG-Nummer 1.210) ausgewiesen. Das 467,8 Hektar große Gebiet erstreckt sich über die Landkreise Reutlingen, Tübingen und Esslingen.
Man fand hier eine Schneckenart, die Bauchige Windelschnecke (Vertigo moulisiana), die in Württemberg als verschollen galt und bisher nur hier lebend gefunden wurde. Üppige Ufervegetation sowie Seen und Tümpel zeichnen das landschaftlich reizvolle Tal aus, das seltene Arten wie Eisvogel, Feuersalamander und Wasseramsel beheimatet.

## Rückhaltebecken Schaichtal
Im Jahr 1984 plante der Wasserverband Aich, die Schaich mit einem 17 m hohen Damm aufzustauen. Die Bürgerinitiative „Rettet das Schaichtal“ verhinderte dies.

## Rad- und Wanderwege
Einige Rad- und Wanderwege, wie der Hohenzollern-Radweg, führen durch das Schaichtal.